# はだかの王様 (劇団四季)
『はだかの王様』（はだかのおうさま）、デンマークの童話作家ハンス・クリスチャン・アンデルセンが書いた『裸の王様』を原作とする劇団四季のファミリーミュージカル。
1964年にスタートしたニッセイ名作劇場の第1回作品でもある。
全国主要都市の小学6年生を観覧対象とした『こころの劇場』の一作品としても上演されている。

## スタッフ
- 構成・演出 - 浅利慶太
- 台本 - 寺山修司
- 作曲 - 三木たかし、いずみたく、宮川彬良
- 振付 - 謝珠栄、篠井世津子
- 美術 - 土屋茂昭
- 照明 - 沢田祐二、紫藤正樹
- 衣装 - 森英恵、大石若草子

## 主なキャスト
- 王様 - 日下武史、岡本隆生、味方隆司、深見正博、牧野公昭、澁谷智也
- ペテン師スリッパ - 加藤敬二、坂本剛、味方隆司、上川一哉、蔦木竜堂、新庄真一
- ペテン師スリップ - 八重沢真美、井田安寿、土井礼子、原口明子、間辺朋美 、服部ゆう
- ホック - 関根麻帆、手島梓、木村仁美、豊田早季、小山百合恵、稲葉愛夢、渡邊友紀
- アップリケ - 江上健二、川口雄二、吉賀陶馬ワイス、雲田隆弘

## 上演記録
- ニッセイ名作劇場
  - 第1回（1964年）
  - 第25回（1988年） 『新・はだかの王様』として公演
  - 第38回（2001年）
- 一般公演
  - 1990年12月21日-1991年1月8日 - 日生劇場（東京初演）
  - 2001年7月19日-10月20日 - 全国公演（全国各地で初演）
  - 2004年11月13日-2005年4月4日 - 全国公演（全国各地で凱旋）
  - 2005年7月15日-7月24日 - JR東日本アートセンター自由劇場（以下自由劇場、東京凱旋）
  - 2010年1月26日-3月28日 - 全国公演
  - 2010年7月18日-8月29日 - 自由劇場
  - 2011年5月3日-2012年3月30日 - 全国公演
  - 2012年12月19日-2013年1月13日 - 自由劇場
  - 2013年4月27日-5月12日 - 新名古屋ミュージカル劇場
  - 2013年7月20日-2014年3月6日 - 全国公演
  - 2019年5月4日-2020年3月22日 - 全国公演（新型コロナウイルスの影響により、2月28日から3月22日は公演中止）